# Il pentito
Il pentito è un film  del 1985 diretto da Pasquale Squitieri.

## Trama
Anni '70: un crac finanziario negli Stati Uniti d'America provoca un terremoto all'interno di Cosa nostra. Il banchiere Spinola, amministratore del denaro sporco della mafia, in seguito al fallimento che manda in fumo le finanze di Cosa Nostra viene portato in Sicilia con un finto sequestro per cercare di riparare al danno provocato, ma non si trova nessun accordo e viene rimandato negli Stati Uniti dove in seguito viene arrestato. Intanto Vanni Ragusa si trova in disaccordo con i capi di Cosa Nostra e da qui scatta una vera e propria guerra di mafia. Ragusa tuttavia riesce a uscirne indenne e a rifugiarsi negli Stati Uniti. Cosa Nostra, non potendo eliminarlo, decide di uccidere alcuni membri della sua famiglia. Con la famiglia decimata dalla mafia, decide di collaborare con l'FBI e con la giustizia italiana, in particolare con il giudice Falco. Le sue dichiarazioni danno un quadro più completo della struttura di Cosa nostra. Una serie di retate porterà in carcere persone di spicco nel campo della malavita organizzata.

## Curiosità
- Anche se tutti i nomi dei personaggi sono stati cambiati, il film è ispirato alla storia del boss Tommaso Buscetta, dall'ascesa nelle gerarchie mafiose fino al pentimento e la collaborazione con la giustizia. L'uccisione di un giudice con un'autobomba sotto casa richiama quanto accaduto a Rocco Chinnici, mentre l'assassinio di un commissario di polizia dentro un bar è ispirato a quello di Boris Giuliano. L'avvocato milanese Pistilli è modellato su Giorgio Ambrosoli, il banchiere Spinola su Michele Sindona, il boss mafioso Salvo Lercala su Totò Riina e il giudice Falco, ovviamente, sul quasi omonimo giudice Giovanni Falcone.